# Henri Oreiller
Henri Oreiller, född 5 december 1925 i Paris, död 7 oktober 1962, var en fransk alpin skidåkare.
Oreiller blev olympisk guldmedaljör i störtlopp vid vinterspelen 1948 i Sankt Moritz.